# Felipe Andreoli
Felipe Andreoli (San Paolo, 7 marzo 1980) è un bassista brasiliano noto per la militanza negli Angra.

## Biografia
Iniziò suonando la sua chitarra acustica quando aveva solo 12 anni. Un anno dopo, influenzato dalla sua passione per i Metallica ed i Megadeth, volse la sua attenzione allo strumento del basso. Dal 1993 al 1997 costituì molte band, suonando versioni cover del suo materiale preferito e raccolse qualche sporadica esperienza con alcune esibizioni semi-professionali. Con la band locale dei Metris ebbe la sua prima esperienza di registrazione nel 1997. Per la fine del 1999 fu invitato ad entrare a far parte della formazione dei Karma ed a registrare con un gruppo il suo primo CD Inside The Eyes. Come il batterista collega negli Angra, Aquiles Priester, anch'egli partecipò alla registrazione dell'album Nomad di Paul Di'Anno e prese parte al tour che seguì l'uscita dello stesso. Tra gli artisti che Felipe ammira ci sono grandi nomi quali Billy Sheehan e Jaco Pastorius.

## Discografia

### Karma
- Inside The Eyes (1999)

### Paul Di'Anno
- Nomad (2000)

### Angra
- Rebirth (2001)
- Hunters and Prey (EP, 2002)
- Rebirth World Tour - Live in São Paulo (2002)
- Temple of Shadows (2004)
- Aurora Consurgens (2006)
- Aqua (2010)